# TSV Jahn Calden
Der TSV Jahn Calden (offiziell: Turn- und Sportverein „JAHN“ 1891/07 e. V. Calden) ist ein Sportverein aus Calden in Hessen. Der TSV entstand 1953, als sich der Turnverein 1891 und der Arbeiter-Turn- und Sportverein 1907 zusammenschlossen. Der TSV bietet die Sportarten Fußball, Handball, Tennis, Turnen und Walking an. Die 1. Frauenfußball-Mannschaft spielt in der Regionalliga Süd. Im April 2025 gaben der TSV Jahn Calden und der KSV Hessen Kassel bekannt, ihre Frauenfußballabteilungen zu einer gemeinsamen Abteilung unter dem Dach des KSV Hessen Kassel zusammenzulegen. Der Zusammenschluss betrifft insbesondere den Leistungsbereich und soll dazu beitragen, den Frauenfußball in der Region weiter zu stärken und professioneller aufzustellen.

## Geschichte
Frauenfußball wird beim TSV seit 1971 gespielt. In den späten Neunzigerjahren etablierte sich der Verein in der Spitzengruppe der Oberliga Hessen und wurde 2000 Gründungsmitglied der Regionalliga Süd. Nach einer Saison zog der Verein seine Mannschaft trotz sportlichen Klassenerhalts aus finanziellen Gründen in die Oberliga zurück. Als hessischer Pokalsieger nahm die Mannschaft am DFB-Pokal teil, wo bereits in der ersten Runde durch eine 1:5-Heimniederlage gegen den FFC Heike Rheine Endstation war. Nach zwei Jahren schaffte der Verein die Rückkehr in die Regionalliga und qualifizierte sich 2004 für die neu gegründete 2. Bundesliga. Trotz der Zugehörigkeit des Hessischen-Fußball-Verbands zum Süddeutschen-Fußballverband wurde der TSV Jahn als einzige hessische Mannschaft, aufgrund der geographischen Lage im äußersten Norden des Bundeslandes, in die Nordgruppe eingeteilt und wurde in der ersten Saison überraschend Dritter. 2005 spielte der Verein zum zweiten Mal im DFB-Pokal. In der zweiten Runde kam der TSV zu einer achtbaren 1:2-Niederlage gegen den Erstligisten Hamburger SV. 2007 musste die durch viele Verletzungen geschwächte Mannschaft aus der 2. Bundesliga absteigen. Lange Zeit war nicht sicher, ob der Verein in der wieder gegründeten Regionalliga Süd startet. Nachdem der Etat gesichert war, wurde die Mannschaft jedoch gemeldet und spielte über mehrere Jahre im gesicherten Mittelfeld. Zur Saison 2017/18 stiegen die Nordhessinnen dann in die hessische Oberliga ab, um im Folgejahr direkt wieder in die Drittklassigkeit zurückzukehren. Im Zuge der Corona-Pandemie wurde die Regionalliga Süd zur Saison 2020/21 in zwei Staffeln (Südwest und Südost) aufgeteilt. Der TSV wurde am Ende der Saison Erster. Da die Entscheidungsspiele um den Aufstieg gegen den Gruppensieger der anderen Staffel aufgrund hoher Inzidenzzahlen nicht stattfinden konnten, wurde der 1. FC Nürnberg zum Aufsteiger in die 2. Bundesliga benannt und der TSV Jahn Calden verpasste die Rückkehr in die zweithöchste deutsche Frauenliga.

## Sportanlagen
Fußballspiele der 1. Frauen- und Herrenmannschaft werden im Stadion Kaiserplatz ausgetragen. Das Stadion hat eine Kapazität von 3000 Personen. In unmittelbarer Nähe befindet sich ein weiterer Rasenplatz für den Trainingsbetrieb. Die Handballsparte nutzt die Mehrzweckhalle Calden für ihren Sportbetrieb. Die Halle hat eine Kapazität von ca. 500 Personen.

## Erfolge im Frauenfußball
- Meister der Oberliga Hessen/Hessenliga 1997, 1998, 2000, 2002, 2003, 2018
- Hessischer Pokalsieger 2001, 2003, 2009, 2023

## Weitere Mannschaften
- 2. Frauen: Hessenliga
- 3. Frauen: Kreisoberliga Region Kassel
- 1. Herren: Gruppenliga Kassel (als SG Calden/Meimbressen)
- 2. Herren: Kreisoberliga Hofgeismar-Wolfhagen (als SG Calden/Meimbressen)

## Persönlichkeiten
- Birgitt Austermühl (ehemalige Nationalspielerin)
- Martina Müller (zuletzt VfL Wolfsburg, ehemalige Nationalspielerin)
- Stefan Ortega Moreno (heute Manchester City)
- Carolin Simon (heute FC Bayern München, aktuelle Nationalspielerin)